# Kościół Najświętszej Maryi Panny Częstochowskiej w Chojniku
Kościół Najświętszej Maryi Panny Częstochowskiej w Chojniku – rzymskokatolicki kościół parafialny, znajdujący się w miejscowości Chojnik, w powiecie tarnowskim województwa małopolskiego.

## Historia kościoła
Kościół parafialny w Chojniku powstał z dawnego Domu Ludowego, który w 1982 został zaadaptowany i rozbudowany z przeznaczeniem na obiekt sakralny. Świątynię zaprojektował Jacek Czarnik, natomiast autorem i wykonawcą wnętrza jest Bogdana Ligęza-Drwal. Parafię erygował biskup tarnowski Jerzy Ablewicz 13 października 1983.